# Zaopatrzenie ortopedyczne
Zaopatrzenie ortopedyczne – całokształt działań związanych z doborem, budową, dopasowaniem i stosowaniem przedmiotów ortopedycznych. Przedmioty te pełnią istotną rolę w leczeniu i kompleksowej rehabilitacji chorych z dysfunkcją narządu ruchu, w tym powstałą w wyniku udaru mózgu. Spełniają one proste funkcje mechaniczne, tworząc podparcie masy ciała (laski, trójnogi, czwórnogi, kule łokciowe, chodziki, balkoniki), korygują zniekształcenia oraz poprawiają stabilizację kończyn górnych i dolnych (łuski, temblaki, stabilizatory, aparaty zapobiegające przeprostowi, obuwie ortopedyczne). Stosuje się je w celu poprawy warunków statyczno-dynamicznych i funkcjonalnych u osób z dysfunkcjami kończyn górnych, dolnych oraz tułowia. Wykorzystanie przedmiotów ortopedycznych w procesie rehabilitacji może przyczynić się do uzyskania poprawy funkcji poprzez odciążenie, stabilizację, korekcję, jak również kontrolę ruchu w stawach. Jedną z podstawowych zasad prawidłowego zastosowania nowoczesnego zaopatrzenia ortopedycznego jest zminimalizowanie konstrukcji każdego sprzętu, znacznie zmniejszenie jego ciężaru, przy jednoczesnym uzyskaniu jak najlepszej pomocy w poprawie funkcji osoby niepełnosprawnej.